# Hôpital universitaire de Tampere
L'hôpital universitaire de Tampere (finnois : Tampereen yliopistollinen sairaala, sigle TAYS ) est un hôpital situé à Tampere en Finlande.

## Présentation
C'est l'un des cinq hôpitaux universitaires de Finlande.
La plupart des spécialités sont pratiquées à l'hôpital central, qui a plus de 1 000 lits et emploie plus de 3 000 personnes.
L'hôpital assure les soins à plus d'un million de personnes,.
Le centre des urgences de l'hôpital accueille les patients de Tampere, Hämeenkyrö, Ikaalinen, Nokia, Orivesi, Pirkkala, Ruovesi, Sastamala, Virrat et Ylöjärvi.
Le campus de l'hôpital central de Tampere sera le terminus oriental du métro léger de Tampere.
La ligne reliera l'hôpital au centre-ville.

## Sites
L'hôpital universitaire est composé des sites suivants:
- L'hôpital principal:
  - Hôpital central de Tampere, Teiskontie 35, 33520 Tampere
- Les autres hôpitaux:
  - Hôpital psychiatrique de Pitkäniemi, 33380 Nokia
  - Tays Hôpital de Hatanpää, Hatanpäänkatu 24, Hatanpää, 33900 Tampere
  - Tays Valkeakoski, Salonkatu 24, 37600 Valkeakoski
  - Tays Sastamala, Itsenäisyydentie 2, 38200 Sastamala
  - Tays Hôpital de cardiologie, Ensitie 4, 33520 Tampere

## Architecture
Le bâtiment principal de l'hôpital central, conçu par les architectes Erkki Helamaa et Veijo Martikainen, a été achevé en 1962. 
Depuis, le bâtiment a été agrandi à plusieurs reprises.
La plus grande extension de l'histoire de l'hôpital a été achevée à l'automne 2019 par A-Insinöörit Oy.